# Mizuya

Disposition d'un mizuya classique dans une Chashitsu. Le Tokonoma est une alcôve surélevée. Le foyer (« Hearth » en anglais) est au centre.

Un mizuya (水屋, littéralement « pièce à eau » ou pièce d'eau) est une zone de préparation dans une chashitsu, une pièce destinée à la cérémonie du thé. La surface utilisée pour la préparation durant les cérémonies à l'extérieur se nomment aussi mizuya. La première mizuya fut créé  au XVIe siècle par le maître du thé Sen no Rikyū.
« Mizuya » peut aussi désigner les vases destinés à la purifications dans les temples, ainsi que des pièces de stockage dans les cuisines ou d'anciens bâtiments.
Un mizuya est aussi séparé de la place principale où se tient la cérémonie du thé, le hall d'entrée, bien qu'il puisse être adjacent ; son intérieur ne doit pas être vu par les invités.